# Berkeley (Misuri)
Berkeley es una ciudad ubicada en el condado de San Luis en el estado estadounidense de Misuri. En el Censo de 2010 tenía una población de 8978 habitantes y una densidad poblacional de 696,49 personas por km².

## Geografía
Berkeley se encuentra ubicada en las coordenadas 38°44′36″N 90°20′9″O / 38.74333, -90.33583. Según la Oficina del Censo de los Estados Unidos, Berkeley tiene una superficie total de 12.89 km², de la cual 12.88 km² corresponden a tierra firme y (0.08%) 0.01 km² es agua.

## Demografía
Según el censo de 2010, había 8978 personas residiendo en Berkeley. La densidad de población era de 696,49 hab./km². De los 8978 habitantes, Berkeley estaba compuesto por el 14.27% blancos, el 81.82% eran afroamericanos, el 0.23% eran amerindios, el 0.37% eran asiáticos, el 0.06% eran isleños del Pacífico, el 1.58% eran de otras razas y el 1.67% pertenecían a dos o más razas. Del total de la población el 3.48% eran hispanos o latinos de cualquier raza.